# Fivizzano
Fivizzano är en ort och kommun i provinsen Massa-Carrara i regionen Toscana i Italien. Kommunen hade 7 579 invånare (2018).